# Michelin
Michelin (franz. [miˈʃlɛ̃], vollständiger Name: Manufacture Française des Pneumatiques Michelin, in Deutschland offiziell [mɪçəˈlin]) ist ein französischer Reifenhersteller mit Sitz im mittelfranzösischen Clermont-Ferrand. Das Unternehmen beschäftigt weltweit 120.000 Mitarbeiter und besitzt Vertriebsorganisationen in über 170 Ländern. Produziert wird in 68 Werken in 17 Ländern auf fünf Kontinenten. Michelin besitzt Versuchs- und Entwicklungszentren in Europa, den USA und Japan. Das Unternehmen ist gemessen am Umsatz der größte Reifenhersteller der Welt vor Bridgestone.
Neben Reifen vertreibt Michelin Straßenkarten, den Restaurant- und Reiseführer Guide Michelin sowie Navigationsgeräte (Via Michelin).

## Geschichte

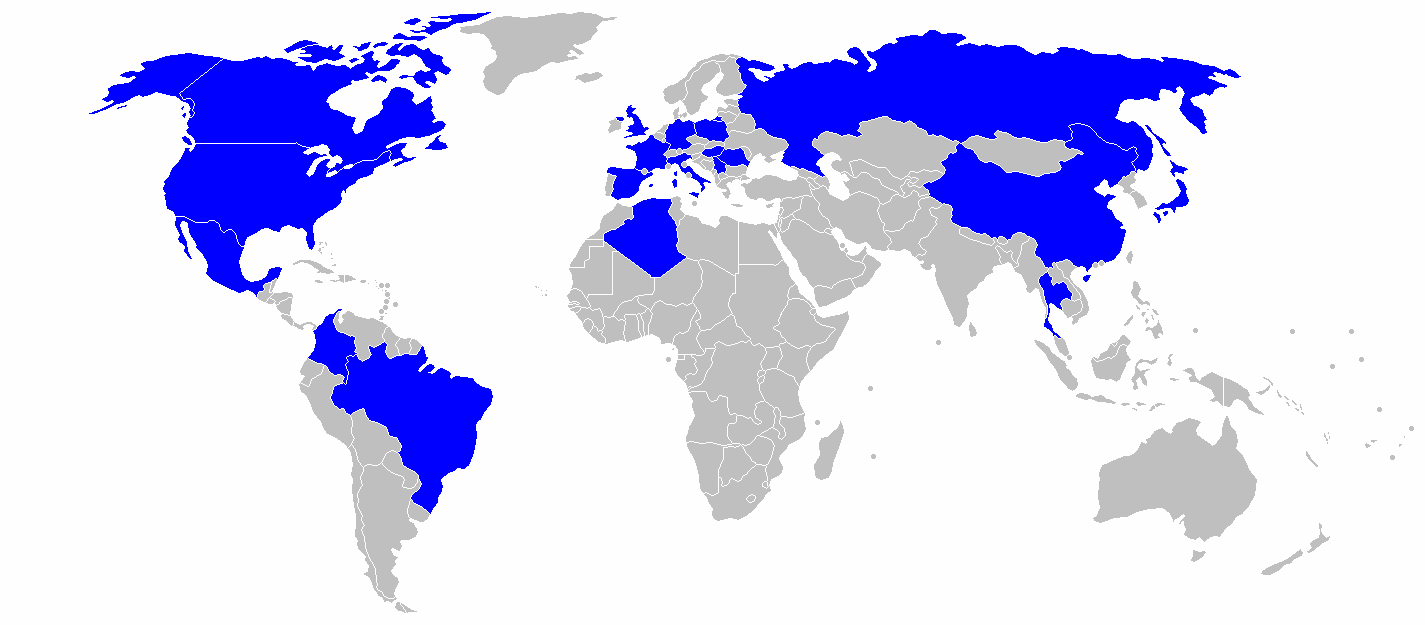
Michelin-Werke

Konzernzentrale von Michelin im französischen Clermont-Ferrand

### 1889–1900
Am 28. Mai 1889 übernahmen die Brüder André und Édouard Michelin eine kautschukverarbeitende Produktionsstätte in der Nähe des Place des Carmes, Clermont-Ferrand, und gaben ihr den Namen Michelin & Compagnie. Sie bauten sie aus und produzierten dort mit anfangs 52 Mitarbeitern Industrieabdichtungen, Gummibälle für Kinder sowie Bremsklötze für Kutschen – das erste Produkt der Gebrüder Michelin im Transportbereich. Noch heute befindet sich der Unternehmenssitz am selben Ort. Zwei Jahre später hatte Edouard Michelin bei der Reparatur eines Fahrradreifens die Idee für einen auswechselbaren Luftreifen. Er ließ die Idee patentieren und legte damit den Grundstein für die weitere Entwicklung des Unternehmens. Im selben Jahr gewann der französische Radprofi Charles Terront die erste Auflage des Radrennens Paris–Brest–Paris auf Michelin-Reifen. 1895 nahm dann der Michelin L’Éclair (der Blitz) als erstes Auto auf Luftreifen an dem Autorennen Paris–Bordeaux–Paris teil. Der Wagen – eine Eigenkonstruktion auf Peugeot-Basis und angetrieben von einem 4-PS-Daimler-Motor – erreichte innerhalb des Zeitlimits das Ziel. Die Fahrer wechselten unterwegs die Reifen und wurden deshalb disqualifiziert – trotzdem war die Alltagstauglichkeit der Erfindung von Édouard Michelin erwiesen.

### 1900–1930
1900, ein Jahr nach der ersten Tour de France für Automobile und zur Pariser Weltausstellung, erschien der erste Michelin-Führer (Guide Michelin) in einer Auflage von 35.000 Stück. Die Exemplare wurden kostenlos an Autofahrer verteilt. Der Guide war damals noch kein Reiseführer, sondern ein Werkstattführer mit wichtigen Informationen rund um das Auto und die Reifen.
1906 gewann Ferenc Szisz im Renault den ersten Grand Prix der Welt. Ein Einflussfaktor für den Rennausgang war die technische Innovation der abnehmbaren Radfelgen von Michelin. Während andere Rennfahrer vor dem Reifenwechsel die Gummireste von den Felgen entfernen mussten, tauschten Szisz und sein Beifahrer die hölzernen Kompletträder innerhalb von vier Minuten aus. Neben den Erfolgen im Rennsport erweiterten die Gebrüder Michelin ihr Stammwerk, sodass 1906 bereits 4000 Mitarbeiter beschäftigt wurden. Zur gleichen Zeit gründeten sie in London die Michelin Tyre Co. Ltd. und in Frankfurt am Main die Deutsche Michelin Pneumatik AG. In Turin entstand das erste Werk im europäischen Ausland. Ein Jahr später folgte in Milltown das erste Werk in Nordamerika. 1908 eröffnete André Michelin schließlich sein Pariser „Routenplanungsbüro“ – hier konnten sich Reiselustige kostenlos über Routen in verschiedenen Ländern informieren. Im Jahr 1910 veröffentlichte Michelin die erste Straßenkarte. Zu dieser Zeit entstand auch die Idee, die beliebtesten Reiserouten Frankreichs in Reiseführern zu dokumentieren. Die zunächst für die Regionen Frankreichs herausgegebenen Führer bildeten die Grundlage für den späteren Grünen Reiseführer, der erstmals 1926 erschien. Während des Ersten Weltkriegs war Michelin auch im Flugzeugbau tätig, konzentrierte sich jedoch nach Kriegsende wieder auf die Reifenherstellung. Ab 1928 begann Michelin mit der Herstellung der aus Stahlbeton gefertigten Michelin-Verkehrszeichen als weiteren Produktionszweig.

### 1930–1980

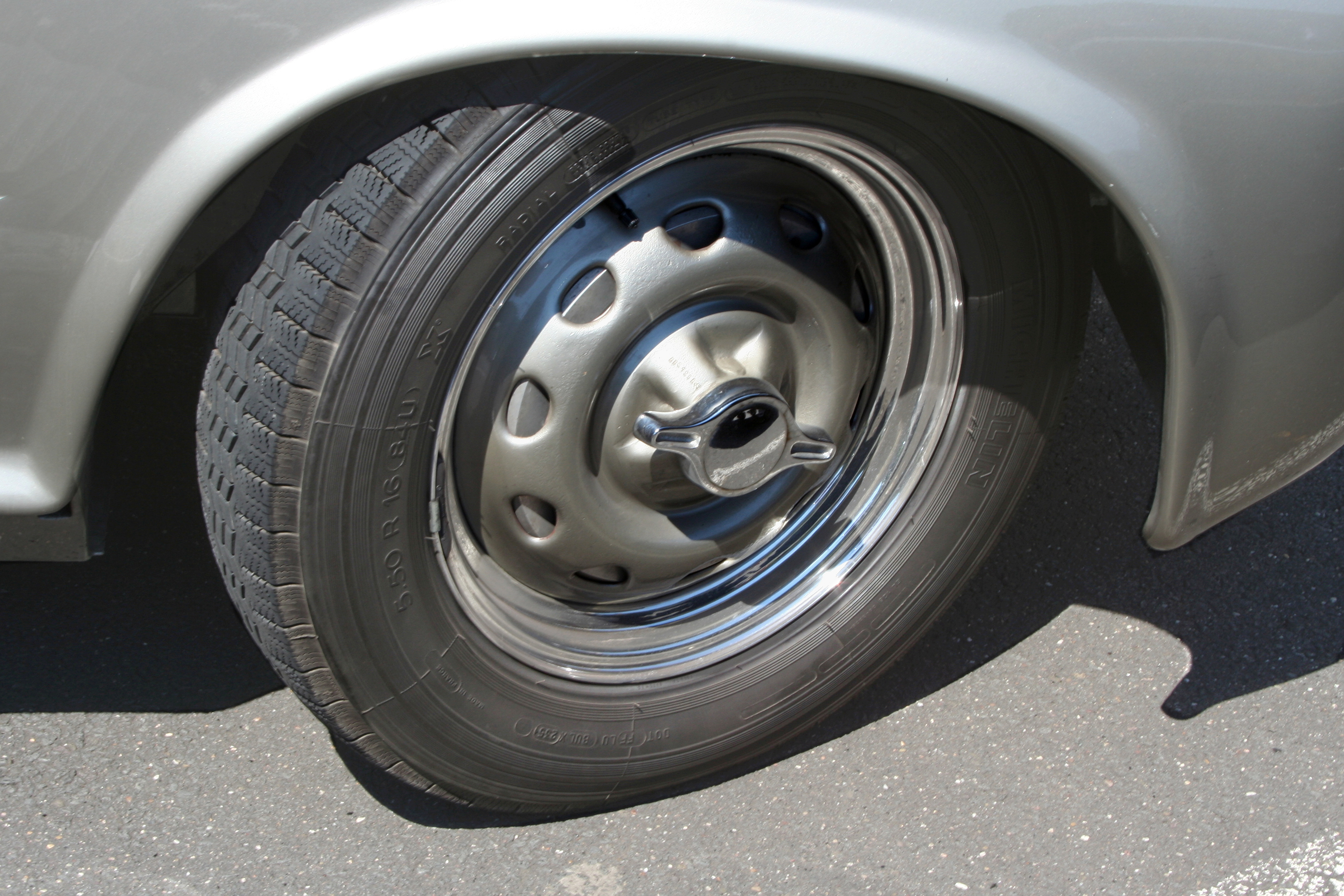
Michelin-X-Reifen

1931 gründete Michelin in Karlsruhe das erste Werk in Deutschland. Außerdem legte das Unternehmen noch im selben Jahr die erste firmeneigene Kautschukplantage im damaligen Indochina an. 1935 übernahm Michelin als größter Gläubiger den in Konkurs gegangenen Fahrzeughersteller Citroën, sodass das bereits fast fertig entwickelte neue Modell des Traction Avant auf den Markt gebracht werden konnte. André Citroën starb im selben Jahr im Alter von nur 57 Jahren und erlebte den Erfolg des Traction Avant nicht mehr.
Eine bedeutende Entwicklung war der ab 1949 vertriebene Radialreifen Michelin X, der es dem Unternehmen ermöglichte, in neue Märkte einzutreten. Michelin verkaufte seine Produkte Anfang der 1950er-Jahre bereits in 140 Ländern. 1969 beschäftigte der Reifenhersteller weltweit 81.000 Mitarbeiter, 43.000 davon außerhalb Frankreichs. 1974 stand Citroën erneut vor dem Konkurs. Michelin verkaufte die Nutzfahrzeugsparte an Renault und die zwischenzeitlich durch Citroën übernommene Maserati an de Tomaso. 1975 übernahm Peugeot den Konkurrenten Citroën als Tochtergesellschaft.
Der von Michelin erfundene Radialreifen kam 1978 auch in der Formel 1 zum Einsatz. Im folgenden Jahr gewann Ferrari mit Jody Scheckter auf Michelin-Reifen die Formel-1-Weltmeisterschaft.

### 1981–1999
1981 wurde Michelin Mehrheitsaktionär von Kléber-Reifen. Das Unternehmen rüstete erstmals ein Flugzeug mit Radialreifen aus – eine Mirage III E der französischen Luftwaffe. 1988 erwarb man den US-amerikanischen Konkurrenten Uniroyal Goodrich. Boeing entschied sich 1994 dazu, die 777 ab Werk mit Michelin-Flugzeugreifen auszustatten. Die amerikanischen Raumfähren landeten ebenfalls auf Reifen von Michelin. Im Zuge eines aufkommenden Umweltbewusstseins setzte Michelin bei der Bereifung von Pkw verstärkt auf Energiesparmaßnahmen und führte 1992 kraftstoffsparende Reifen ein. 1998 veranstaltete Michelin zum ersten Mal die Michelin Challenge Bibendum in Clermont-Ferrand, ein Forum für nachhaltige Mobilität im Straßenverkehr, das seitdem meistens regelmäßig auf wechselnden Kontinenten stattfindet.

### 2000 bis heute
Mit dem Tochterunternehmen Euromaster etablierte Michelin einen eigenen Reifenhandel in Deutschland, Österreich und der Schweiz.
2005 und 2006 war Michelin letztmalig Reifenpartner in der Formel-1-Weltmeisterschaft, unter anderem für den Weltmeister Fernando Alonso. Aufgrund einer Regeländerung, die für die Formel-1-Weltmeisterschaft 2007 Einheitsreifen von einem einzigen Hersteller vorschrieb, zog sich Michelin 2006 aus der Formel 1 zurück.
Am 26. Mai 2006 starb Édouard Michelin, Nachfahre des gleichnamigen Firmengründers und Geschäftsführer des Unternehmens, bei einem Bootsunglück nahe der Île de Sein. Sein Partner in der Geschäftsführung, Michel Rollier, leitete ab diesem Zeitpunkt das Unternehmen. 2011 wurde Jean-Dominique Senard zu Rolliers Nachfolger berufen. Senard trat am 10. Mai 2012 als erster Manager ohne familiäre Bindung zur Gründerfamilie seine Position an. Seit der Aktionärsversammlung im Mai 2019 führt Florent Menegaux, bisheriger Vorstand, das Unternehmen.
Die 2010 gegründete Firma Symbio, die Brennstoffzellensysteme herstellt, war bis Februar 2019 Tochterfirma von Michelin und ging im März 2019 in das Joint Venture Faurecia Michelin Hydrogen Company über. Ein weiteres Tochterunternehmen im Bereich nachhaltiger Mobilität ist IMECA.

## Aussprache
In Frankreich wird der Unternehmensname [miˈʃlɛ̃] ausgesprochen. Aus Marketinggründen wird die offiziell vom Konzern verwendete Aussprache im Ausland an unterschiedliche Märkte angepasst.
So wird in Deutschland [mɪçəˈlin] verwendet. In den USA und Kanada firmiert man als [ˈmɪʃəlin].
In Österreich und der Schweiz blieb man bei der französischen Aussprache.

## Michelin in Deutschland, Österreich und der Schweiz
Michelin ist seit 1906 mit einer eigenen Vertriebsgesellschaft in Deutschland vertreten und produziert seit 1931 am Standort Karlsruhe, der auch den deutschen Stammsitz bildet. Dort befanden sich die Vertriebszentrale und zentrale Verwaltungsbereiche für Deutschland, Österreich und die Schweiz sowie ein Werk für Leicht-Lkw-Reifen. Seit 2019 ist die Verwaltung in Frankfurt am Main.
Karlsruhe ist Standort des Michelin Museums. 1966 eröffnete Michelin den Standort Bad Kreuznach, dem fünf Jahre später die Werke Bamberg, Homburg und Trier folgten. Das Werk in Bamberg wurde Ende 2020 geschlossen. Das Logistikzentrum für Deutschland befindet sich in Landau in der Pfalz. An den Standorten gibt es rund 5730 Arbeitsplätze in der Produktion, dem Vertrieb, der Verwaltung und der Logistik. Dazu kommen rund 2380 Mitarbeiter bei Tochterunternehmen wie dem Reifen-Händler Euromaster und rund 230 Mitarbeiter bei dem Runderneuerungsbetrieb Laurent Reifen. Im Mai 2006 wurde die Michelin Reifenwerke KGaA in Deutschland umfirmiert in Michelin Reifenwerke AG & Co. KGaA.
Im März 2024 wurde beschlossen, die Werke in Trier und Karlsruhe bis zum Jahr 2025 zu schließen. Die Produktion von Neureifen im Werk Homburg wird eingestellt, lediglich die Runderneuerung von Reifen bleibt erhalten.
In Österreich und der Schweiz existieren keine produzierenden Standorte, aber Vertriebslager.

## Produkte von 1891 bis heute
Michelin ist nicht nur in der Reifenherstellung tätig, sondern vertreibt auch Straßenkarten und Navigationsgeräte (ViaMichelin) sowie Hotel- und Reiseführer.

### Reifen

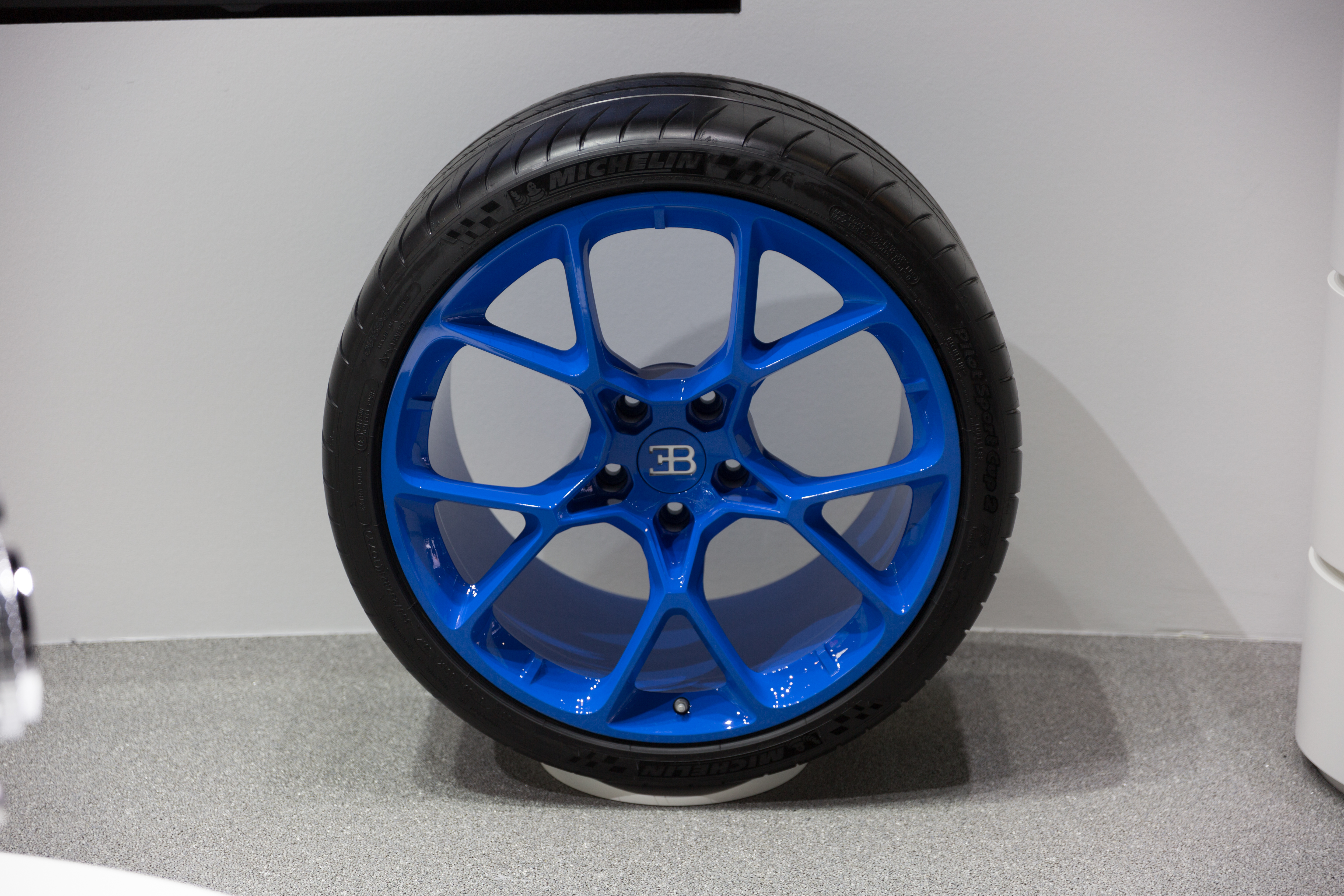
Michelin-Reifen für einen Bugatti Chiron

Michelin entwickelt und produziert Reifen für Fahrräder, Motorroller, Motorräder, Pkw, Transporter, Leicht-Lkw, Lkw und Busse für Nah- und Fernverkehr, Ackerschlepper, Landmaschinen, Erdbewegungsmaschinen, Sonderfahrzeuge, Stadtbahnen wie zum Beispiel die Pariser Métro, Flugzeuge, Raumfähren, historische Fahrzeuge aller Art sowie Wettkampf- und Rennreifen für nahezu alle Motorsportklassen. Das Unternehmen unterhält in Ladoux ein großes Testgelände, wo es seine eigenen Produkte in Extremsituationen testet. Bekanntheit erlangte der Mille Pattes, ein fünfachsiges Sonderfahrzeug, das in den 1970er- und 1980er-Jahren für Reifentests eingesetzt wurde.
Mit dem von Edouard Michelin erfundenen auswechselbaren Fahrradluftreifen beginnt die Produktgeschichte. 1891 meldete Michelin den demontierbaren Luftreifen als Patent an und bald gab es eine Version für Automobile. Der neue Pneu verbesserte den Fahrkomfort. 1913 erfand Michelin das demontierbare Stahlrad und 1923 den ersten Niederdruckreifen (2,5 Bar) für Pkw, der bereits eine pannenfreie Laufleistung von 15.000 Kilometern ermöglichte. 1930 folgte schließlich das Patent auf einen Reifen mit einvulkanisiertem Schlauch, den Vorläufer des heute üblichen schlauchlosen Autoreifens „Tubeless“. Ebenfalls 1930 entwickelte das Unternehmen das Zickzack-Profil, das die Haftung auf der Straße verbesserte. Es folgten weitere technische Neuheiten: Der „Super Comfort Stop“ ermöglichte mit seinem Lamellenprofil bessere Haftung auf nasser Straße und der erste Niederquerschnittsreifen namens „Pilote“ verbesserte das Fahrverhalten bei hoher Geschwindigkeit. 1938 wurde der Stahlgürtelreifen mit Stahldrähten zur Verstärkung des Pneus eingeführt. 1946 patentierte Michelin den ersten Reifen mit Radialkarkasse, der ab 1949 unter dem Namen „X“ in den Handel kam und einen neuen Industriestandard markierte. Ab 1955 übernahmen dann die meisten europäischen Automobilhersteller das Konzept des Radialreifens. Nach und nach erreichte Michelin auf diesem Weg weitere Fahrzeugtypen und Märkte. Zur gleichen Zeit startete die Serienfertigung für das „Tubeless“-System: Eine robustere, luftdichte Gummischicht direkt im Innern des Reifens ersetzte den Luftschlauch, der zuvor oft Ursache gefährlicher plötzlicher Druckverluste war. Mit dem „ZX“ kam 1967 der Nachfolger des „X“ auf den Markt. Er ermöglichte Geschwindigkeiten bis 180 km/h bei höherer Sicherheit. Das Modell TRX kombinierte 1975 Reifen und Felge in einer neuen Konstruktion. 1987 wurde der Radialreifen auch für Motorräder eingeführt.
1992 führte Michelin nach über zehn Jahren Forschung und Entwicklung rollwiderstandsarme „grünen“ Reifen ein. Der Rollwiderstand eines Reifens beeinflusst den Kraftstoffverbrauch eines Fahrzeugs. Ein Fünftel der Antriebsenergie im Pkw wird zur Überwindung des Rollwiderstands genutzt, beim Lkw ist es ein Drittel. Durch den Einsatz optimierter Reifenaufbauten und die Zugabe von Siliciumdioxid als Füllstoff in die Reifenmischung konnte der Rollwiderstand der Michelin-Pneus gesenkt werden. Heute ist mit dem Michelin Energytm Saver+ die fünfte Generation rollwiderstandsoptimierter Reifen auf dem Markt.
1995 führte der Reifenhersteller in Nordamerika den Pkw-Reifen XH4 ein, der eine Laufleistung von 130.000 Kilometern erreichte. Wenige Jahre später wurde das Michelin PAX-System eingeführt, das es Fahrzeugen ermöglicht, bei einem Reifenpannen bis zu 80 Kilometer bei einer Höchstgeschwindigkeit von 80 km/h weiterzufahren. Unter anderem kam das System beim Bugatti Veyron zum Einsatz. 2001 wurde der Vier-Meter-Erdbewegungsreifen eingeführt. Mit einem Durchmesser von 4,03 Metern und einer Breite von 1,50 Metern hat dieser Reifen ein Gewicht von 5300 Kilogramm. Mit einer Traglast von bis zu 99 Tonnen kommt er auf den größten Muldenkippern der Welt zum Einsatz. Außerdem bildete der Lkw-Reifen Michelin X One eine neue Alternative zum Zwillingsreifen und trug dazu bei, Emissionen bei der Herstellung, Kosten bei der Anschaffung und Treibstoff beim Betrieb zu sparen. Eine weitere Erfindung für Lkw-Reifen war die patentierte Antisplash-Ableitkontur, die das von Nutzfahrzeugen bei Regen aufgewirbelte Spritzwasser reduziert und die Sicherheit auf regennasser Fahrbahn verbessert. Darüber hinaus erschien mit dem Michelin XeoBib ein Landwirtschaftsreifen, der konstant mit einem Luftdruck von nur einem Bar gefahren werden kann und so den Boden schont. 2010 kamen dann der Pkw-Sommerreifen Michelin Pilot Sport 3 sowie der Pkw-Winterreifen Michelin Alpin A4 auf den Markt. Ein weiteres Produkt ist die Reifen-Felgen-Kombination Tweel, eine Konstruktion, die ohne Luft auskommt. Rad und Reifen sind mittels flexibler Speichen miteinander verbunden. Ohne Einbußen beim Komfort bietet der Tweel hohe Sicherheit, da kein plötzlicher Druckverlust auftreten kann. Er kommt bei Militärfahrzeugen und Spezialfahrzeugen des Katastrophenschutzes zum Einsatz.
2016 übernahm Michelin den brasilianischen Zweiradreifenhersteller Levorin, der jährlich 20 Millionen Reifen und Schläuche produziert.

### Straßenkarten und Navigation
1910 entschieden die Brüder Michelin, ihr Heimatland Frankreich kartografisch zu erfassen. Die Straßenkarten sollten Automobilisten bei der Reiseplanung unterstützen und dazu beitragen, den Reifenabsatz weiter zu steigern. Mit der ersten Straßenkarte Frankreichs im Maßstab 1:200.000 legte André Michelin 1910 den Grundstein für den erfolgreichen Michelin Reiseverlag, der schon kurz darauf auch Straßenschilder und Reiseführer fertigte und so neue Geschäftsfelder erschloss. Heute vertreibt Michelin weltweit Straßenkarten für 32 Länder. Darüber hinaus bietet das interaktive Reiseportal „ViaMichelin“ einen Online-Routenplaner sowie Informationen rund um Tourismus, Unterkünfte und Gastronomie. Navigationsgeräte und -software werden über das Portal ebenfalls vertrieben.

### Hotel- und Restaurantführer
1923 erschienen mit dem Guide Michelin erstmals Hotel- und Restaurant-Empfehlungen von Michelin. In den Jahren darauf begann die Vergabe der Michelin-Sterne für eine mindestens sehr gute Küche. Die Michelin-Führer sind in verschiedenen Formaten erhältlich, einschließlich einer iPhone-Anwendung zur Restaurantfindung unterwegs, einer Website (viamichelin.com) zur Auswahl von Restaurants und zur Routenplanung von zu Hause aus sowie in gedruckter Form. Im Jahr 2015 lag die weltweite Auflage der gedruckten Michelin-Führer bei über einer Million Exemplaren. Die Michelin-Führer bestehen aus einer Reihe von 18 separaten Veröffentlichungen, die über 20 Länder umfassen (Stand 2015). 2016 übernahm Michelin das Internetunternehmen Bookatable (heute TheFork), um seine Präsenz im Markt für Online-Restaurant-Reservierungen in Europa zu erweitern.

### Michelin Lifestyle-Kollektion
Michelin vertreibt über seine Lifestyle-Kollektion Automobilzubehör (Schneeketten, Fußmatten, Wischerblätter aus Naturkautschuk, Eiskratzer etc.), Fahrradzubehör (Luftpumpen, Reparaturzubehör, Trinkflaschen, Beleuchtung etc.) Sportartikel (Tennisschuhe und Tischtennisschläger) sowie Geschenke und Sammlerstücke (Modellautos, Kinderspielzeug etc.).

### 3D-Druck
Im September 2015 kündigte Michelin die Gründung eines Joint-Ventures namens Fives Michelin Additive Solutions in Zusammenarbeit mit der Fives Group an, um die Forschung und Entwicklung im Bereich des Metall-3D-Drucks voranzutreiben. Damit soll unter anderem die Herstellung von Formteilen für die Reifenproduktion optimiert werden. Das Unternehmen erhofft sich aber auch in der sonstigen Automobilbranche und in anderen Branchen wie etwa dem Gesundheitswesen Abnehmer für die 3D-Drucker.

## Der Michelin-Mann

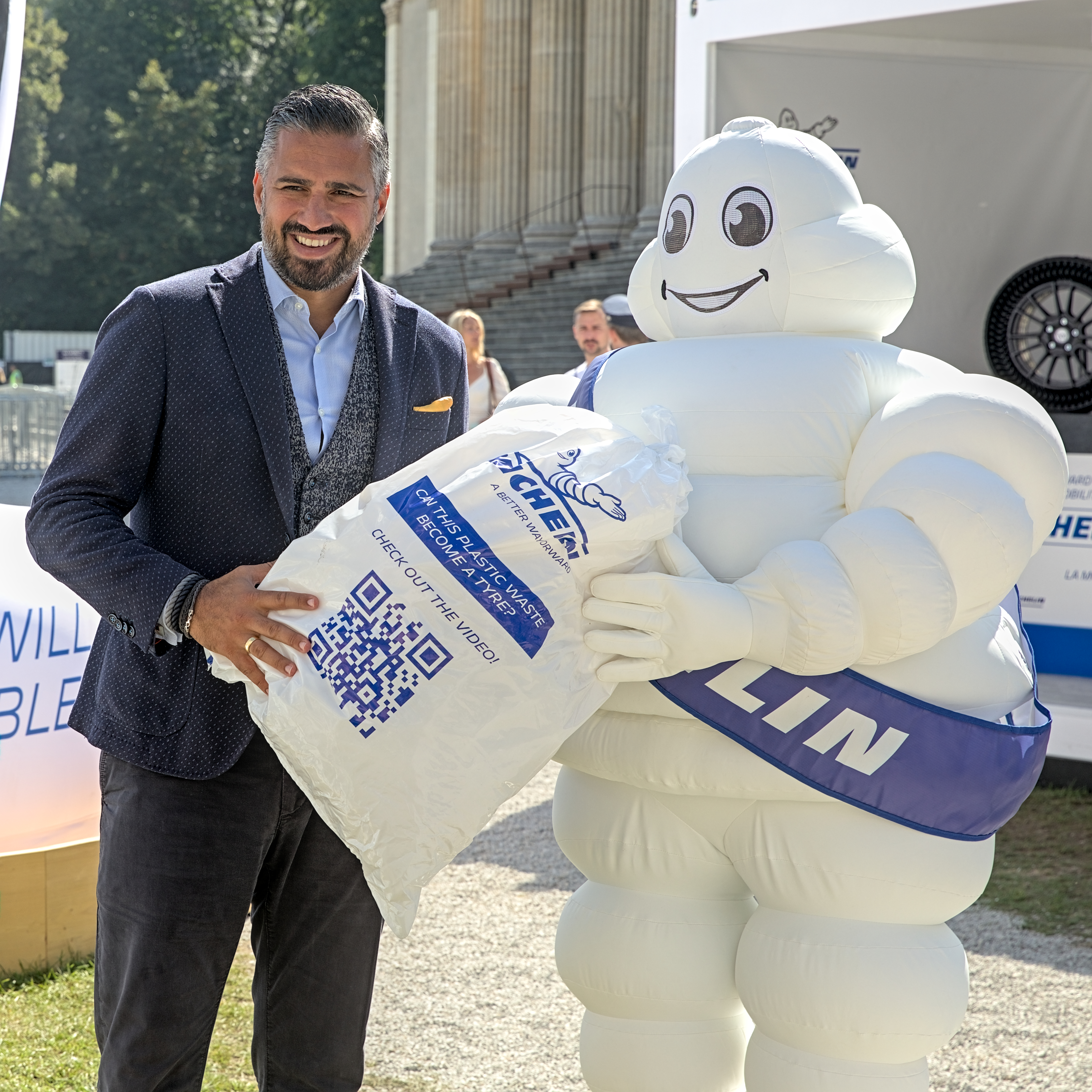
Bibendum und WDK-Präsident Anish K. Taneja auf der IAA 2021

1894 wurde das Markenzeichen Bibendum eingeführt, das auch als Michelin-Mann oder Michelin-Männchen bekannt ist. Seitdem ist Bibendum Markenzeichen und wichtiger Werbeträger des Unternehmens. 2000 wurde der Michelin-Mann von einer Jury der Financial Times zum besten Unternehmenslogo aller Zeiten gewählt.

## Engagement
Michelin ist in verschiedenen Bereichen wie Umwelt, Strukturhilfe und Verkehrssicherheit aktiv. In Deutschland führt Michelin regionale Wirtschaftsförderungsprogramme (Michelin Development) durch, um Arbeitsplätze in kleinen und mittleren Betrieben zu unterstützen. Zu diesem Zweck stellt Michelin in den betroffenen Städten oder Regionen Finanzhilfen bereit und bietet technische und personelle Unterstützung sowie Beratung. Michelin arbeitet auch mit den Automobilclubs ADAC, ÖAMTC und TCS zusammen, um die Sicherheit im Straßenverkehr zu fördern.

### Michelin Movin’on
Seit 1998 veranstaltet der Reifenhersteller meistens jährlich die Michelin Challenge Bibendum; 2017 wurde die Veranstaltung in Movin’On umbenannt.
Es handelt sich um ein bedeutendes Forum für nachhaltige Mobilität, benannt nach dem Markenzeichen Bibendum. Autohersteller und weitere Akteure präsentieren dort technische Lösungen und Konzepte für eine nachhaltige Mobilität im Straßenverkehr. Ziel der Veranstaltung ist es, den Energieverbrauch von Fahrzeugen zu senken, den CO2-Ausstoß zu minimieren, die Lärmbelästigung zu reduzieren, die Unfallzahlen zu vermindern und den Verkehrsfluss zu verbessern.

### Umwelt
Durch die Nutzung von erneuerbaren Energien wie Solarenergie und Windkraft versucht das Unternehmen, den CO2-Ausstoß zu reduzieren. An den deutschen Standorten Karlsruhe, Homburg, Bad Kreuznach und Bamberg sowie dem Logistikzentrum Landau hat Michelin gemeinsam mit Partnern eines der größten Dachsolarprojekte der Welt realisiert. In Bad Kreuznach betreibt das Unternehmen außerdem eine Anlage zur Kraft-Wärme-Kopplung und eine Konditherm-Anlage zur Energierückgewinnung aus Prozessdampf.
Darüber hinaus arbeiten die Forscher und Entwickler im Unternehmen ständig an der Reduzierung des Rollwiderstands der Reifen. Ein geringerer Rollwiderstand trägt dazu bei, Kraftstoff zu sparen. Durch die längere Laufleistung des Reifens werden außerdem Rohstoffe geschont. Seit November 2012 werden Verbraucher mit einem standardisierten Label europaweit über die Sicherheits- und Umwelteigenschaften von Pkw- und Lkw-Reifen informiert.
Das Unternehmen wurde jedoch auch wegen der Abholzung von Regenwald kritisiert. 1995 wurde Michelin vorgeworfen, in Nigeria Regenwald für die Erweiterung von Kautschukplantagen gerodet zu haben, um die gestiegene Reifennachfrage zu decken. Ebenso in Indien, wo die lokale Bevölkerung 2014 zwei Jahre gegen den Bau der Michelin-Fabrik in Thervoy Kandigai und die damit einhergehende Abholzung des Gemeindewaldes protestiert hatte. Nach eigenen Angaben hat Michelin Umweltmaßnahmen an dem Standort umgesetzt und lokale Entwicklungsprogramme initiiert, um eine umwelt- und sozialverträgliche Produktion zu fördern.
Um die hohe Nachfrage der Reifenindustrie nach Kautschuk ökologisch nachhaltig sicherzustellen, hat sich Michelin verpflichtet, die natürlichen Ressourcen zu schützen und den Anbau von Kautschukbäumen (Hevea) zu fördern. Das Unternehmen baut in Brasilien und Nigeria auf fast 21.000 Hektar Hevea-Pflanzen an. Im Rahmen des Landwirtschaftsprogramms integrieren die Plantagen auch den Anbau von Kulturpflanzen wie Kakao und Bananen.
Seit 2015 besteht eine Partnerschaft mit dem WWF, die auf die Förderung nachhaltiger Naturkautschukproduktion abzielt und 2019 um vier Jahre verlängert wurde.
Michelin setzt sich seit Mai 2023 als Teil des Netzwerks  Allianz Zukunft Reifen, das Partner aus Handel, Industrie und Wissenschaft zusammenbringt, für eine umweltfreundliche Reifenkreislaufwirtschaft ein. Mit hochwertigen Karkassen trägt das Unternehmen ebenfalls dazu bei, dass Reifen für die Runderneuerung geeignet sind. Bis 2050 sollen alle Pneus zu 100 Prozent aus nachhaltigen Materialien hergestellt werden.